# Un vilain petit canard
Pour les articles homonymes, voir Le Vilain Petit Canard (homonymie).
Pour plus de détails, voir Fiche technique et Distribution.
Un vilain petit canard (Ich war ein häßliches Mädchen) est un film allemand réalisé par Wolfgang Liebeneiner, sorti en 1955.

## Synopsis
Anneliese Howald pense non seulement qu'elle est laide, mais fait également tout ce qu'elle peut pour que tout le monde le croie. Alors qu'un soir, lors d'une soirée, personne ne semble s'intéresser à elle, l'acteur et dramaturge attentif Claudio Pauls s'en aperçoit et promet à Anneliese qu'il transformera le « vilain petit canard » en un cygne d'une beauté radieuse. Il s'assure d'abord qu'Annelise développe un « bon goût en matière de mode » et lui trouve donc un emploi dans un magasin de mode. Elle doit ensuite se rendre dans un salon de beauté et se faire maquiller. Désormais, les hommes se tournent vers elle, et le riche fils d'un banquier, Thomas von Bley, commence également à s'intéresser beaucoup elle.
Il parvient à la convaincre de partir en vacances avec lui. Mais au milieu de toute cette agitation, Anneliese se rend compte qu'elle n'a toujours aimé que Claudio et qu'elle veut seulement être avec lui. Lorsqu'elle l'appelle encore et encore après une opération médicale alors qu'elle est encore à moitié sous anesthésie, l'artiste réalise également à quel point elle est devenue importante pour lui.

## Fiche technique
- Titre français : Un vilain petit canard
- Titre original : Ich war ein häßliches Mädchen
- Réalisation : Wolfgang Liebeneiner[1]
- Scénario : Eberhard Keindorff, Johanna Sibelius d'après Ich war ein häßliches Mädchen d'Annemarie Selinko
- Producteur : Heinrich Jonen
- Photographie : Bruno Stephan
- Montage : Walter von Bonhorst
- Musique : Herbert Trantow
- Production : Cine-Allianz Tonfilmproduktions
- Durée : 96 minutes
- Date de sortie : 
  - Allemagne de l'Ouest 25 août 1955
  - France : 15 décembre 1956 (Alsace)

 Sauf indication contraire, les informations mentionnées dans cette section peuvent être confirmées par la base de données cinématographiques IMDb,  présente dans la section « Liens externes ».

## Distribution
- Sonja Ziemann : Anneliese Howald
- Dieter Borsche : Claudio Pauls
- Karlheinz Böhm : Thomas von Bley
- Marianne Wischmann : Lilian Markowski
- Erika Remberg : Inge Howald, sœur d'Annelieses
- Tatjana Sais : Tante Elsa
- Olga Tchekhova : Luise Raymond
- Maly Delschaft : Madame Lax
- Bruno Fritz : Alexander Howald
- Evelyn Künneke : Singer
- Curt Lucas : Diener Franz
- Myriam Lynn : Grace Morton
- Wolfgang Neuss : Journaliste Mopp
- Peter Preses : Plumberger
- Fritz Rémond Jr. : Verleger Bierbaum
- Ingrid Schwarz as Erika
- Alexa von Porembsky : Frau Howald